# Пиратът (филм, 1948)
„Пиратът“ (на английски: The Pirate) е музикален филм от 1948 г., режисьор е Винсънт Минели. Участват Джийн Кели и Джуди Гарланд.

## Сюжет
Действието се развива на приказен остров в Карибско море през ХІХ век. Мануела е печална, защото ѝ предстои да се омъжи за възрастния и дебел кмет на града. Пламенният Серефин я омайва с песните и танците си и рискува живота си, за да спечели любовта ѝ.

## В ролите
| Актьор         | Роля                      |
| -------------- | ------------------------- |
| Джийн Кели     | Серефин                   |
| Джуди Гарланд  | Мануела                   |
| Валтер Слезак  | Дон Педро Варгас / Макоко |
| Гладис Купър   | Леля Инес                 |
| Реджиналд Оуен | Адвокатът                 |
| Джордж Зуко    | Вицекралят                |
| Лестър Алън    | Чичо Капучо               |
| Лола Олбрайт   | Изабела                   |